# Sanna Kämäräinen
Sanna Kämäräinen (née le 8 février 1986 à Lapinlahti) est une athlète finlandaise, spécialiste du lancer de disque.

## Biographie
Elle est finaliste lors des Championnats d'Europe de 2014. Son meilleur lancer est de 61,07 m obtenu en 2015 à Leiria.

### Palmarès
| Date | Compétition           | Lieu   | Résultat | Performance |
| ---- | --------------------- | ------ | -------- | ----------- |
| 2014 | Championnats d'Europe | Zurich | 7e       | 60,52 m     |

### Records
| Épreuve          | Performance | Lieu   | Date         |
| ---------------- | ----------- | ------ | ------------ |
| Lancer du disque | 61,07 m     | Leiria | 15 mars 2015 |